# Runnymede (borough)
Runnymede è un borgo del Surrey, Inghilterra, Regno Unito, con sede ad Addlestone.
Il distretto nacque nel 1974 secondo il Local Government Act 1972 dall'unione del Distretto urbano di Chertsey col Distretto urbano di Egham.
Runnymede fu il luogo della firma della Magna Carta per il Re Giovanni d'Inghilterra in 1215.

## Località
- Addlestone
- Egham
- Egham Hythe
- Chertsey
- Thorpe
- Virginia Water
- Englefield Green